# 威廉大街

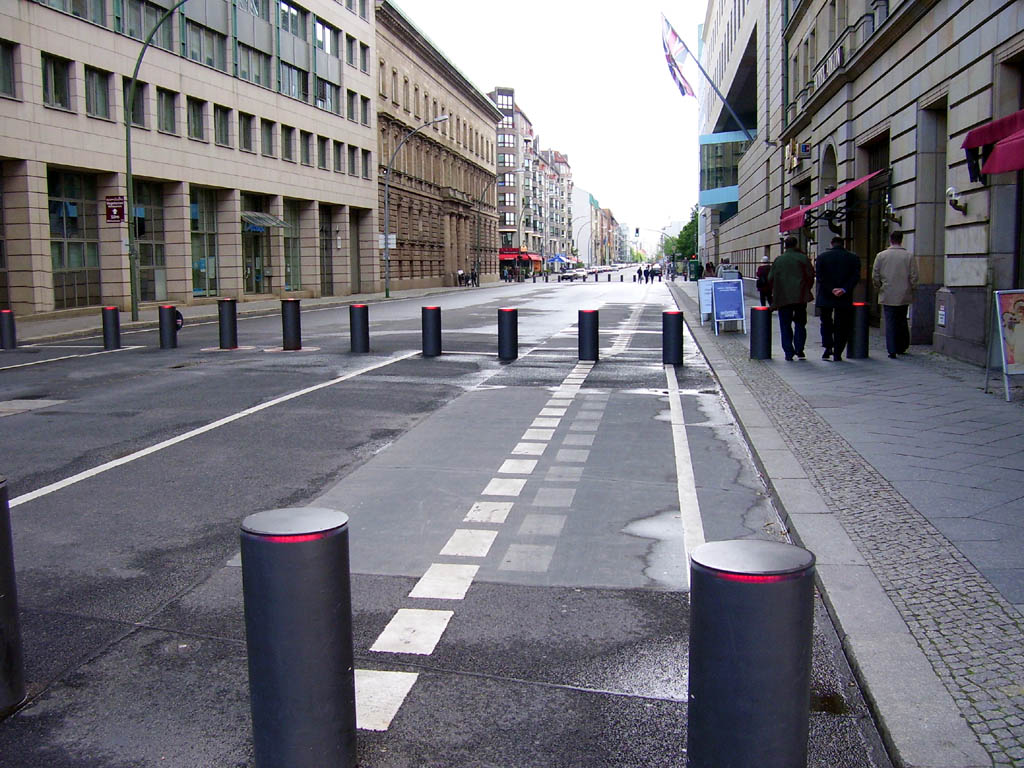
今天的威廉大街

威廉大街（德语：Wilhelmstraße）是德国首都柏林市中心的一条街道，从19世纪中叶到1945年，这里一直是行政中心，先是普鲁士王国，然后是统一的德意志帝国，帝国总理府和德国外交部。因此，“威廉大街”在德国常用来代表德国政府，如同“白厅”经常被用来代表英国政府；在英语中，威廉大街通常代表德国外交部。

## 路線
威廉大街的路线，从菩提树下大街向南略微偏东，直到Hallesches Ufer附近的Stresemannstrasse路口，长约2公里。交汇道路有 Behrenstrasse、莱比锡大街和齊默曼街，威廉大街以西名为Niederkirchnerstrasse（二战前称为阿爾布雷希特亲王大街）。

## 歷史
这条街形成于18世纪初，称为骠骑兵大街（Husarenstraße），1740年和东侧的平行道路腓特烈大街一起改为今天的名字，以纪念发展这一地区的腓特烈·威廉一世。 
威廉大街原本是一个富裕的住宅街，有许多宫殿属于普鲁士王室成员，从19世纪中叶发展成为一个政府区。1875年，帝国总理府建于威廉大街77号。魏玛共和国（1919年至33年）时期，帝國总统官邸设在威廉大街73号。1933年1月30日，兴登堡总统在阳台上，观看晚上纳粹上台的火炬游行。 
1938至1939年，阿尔贝特·施佩尔为希特勒修建了一个新的帝国总理府，紧邻老总理府以南，在威廉大街和沃斯大街转角处，正式地址是沃斯大街4号，但是希特勒从面向威廉大街的阳台接见群众。对面的广场被称为威廉广场，已经不再存在。皇宫酒店也已消失，几个门牌以外，是希特勒上台前的柏林住所。 
在纳粹统治时期，德国外交部位于前帝国总统府，威廉大街73号，纳粹外交部长约阿希姆·冯·里宾特洛甫将旧建筑改建为浮夸风格。财政部设在威廉大街61号。在纳粹时期，约瑟夫·戈培尔的宣传部设在更南面的威廉大街8-9号。农业部设在威廉大街72号，这是今天仍然设在战前地址的唯一德国政府部门，虽然已经经过重建。英国大使馆设在威廉大街70号。原来的建筑毁于轰炸，新的使馆在德国统一后重建于原址。2000年7月，英国女王伊丽莎白二世主持了盛大的开放典礼。
威廉大街上唯一幸存的纳粹时代主要公共建筑是81-85号（莱比锡大街以南）帝国空军部大楼，这是一座巨大的大厦，根据赫尔曼·戈林的命令，兴建于1933年和1936年之间。这座建筑逃脱了战争的破坏，为柏林中区为数不多的完整的政府建筑物，1949年用作新成立的德意志民主共和国部长会议總部。也是1953年6月17日工人起义期间民众示威的中心。 
除了空军部，威廉大街上所有主要的公共建筑都毁于1944年和1945年年初的盟军轰炸。威廉大街南至齊默曼街是在苏联占领区内，除了从街上清除瓦砾，很少进行重建，直至1949年德意志民主共和国成立。共产党統治的东德政权视为前政府大厦为普鲁士和纳粹军国主义和帝国主义遗迹，20世纪50年代初拆除了所有政府建筑物废墟。在1950年代末期，从菩提树下大街到莱比锡大街的威廉大街段，几乎没有任何建筑物。1980年代，沿街修建公寓大楼。
从1964年到1991年，当时的街道南至齊默曼街是在德意志民主共和国境内，这一段称为奥托·格罗提渥大街，得名于1949至1964年的东德总理奥托·格罗提渥。今天，威廉大街是一个重要的交通大动脉，但还没有恢复从前的地位。空军部大楼今天用作德国财政部。此外，农业部和英国大使馆是街上唯一的公共建筑。许多住户的公寓楼是新移民，也有一些商店和餐馆迎合俄罗斯和土耳其人。 
在最近几年里，柏林市沿威廉大街设立一系列的历史标记，显示战前著名建筑物的位置。